# デッド・ゾーン (小説)
『デッド・ゾーン』（The Dead Zone）は、スティーヴン・キングが1979年にアメリカ合衆国で出版した長編小説。
交通事故に遭遇し負傷して、5年近く昏睡状態になるが、覚醒の後、「デッドゾーン」として知られる領域が活性し、接触した相手の重大な秘密や、未来のビジョンが見える超能力を手に入れた平凡な高校教師ジョニー・スミスが、将来核戦争を引き起こす次期大統領候補グレッグ・スティルソンの暗殺を企てる。
主人公ジョニー・スミスを中心としながらも、グレッグ・スティルソンの視点からも描かれている。冴えない日常を送りながらも異常性をのぞかせる男が、徐々に大統領候補にまで上り詰めるさまが挟み込まれ、ふたりの人生が交錯するクライマックスに集約する構成になっている。

## ストーリー
小さな町の高校教師ジョニー・スミスは、自動車事故で重傷を負い、5年近く昏睡状態に陥った。昏睡から目覚めて、彼のいない間に世の中が変わってしまったことを知り、ショックを受ける。ガールフレンドであるサラは他の男性と結婚してして子供をもうけており、彼の母は宗教に入れ込んだあげくに亡くなり、彼自身も脳障害を抱え込むことになった。
障害によって脳の領域「デッドゾーン」が目覚めたジョニーは、他人や物に触ることで「死」にまつわる過去、現在、未来の出来事が映像として脳内に再生されるという超能力を持つことになった。対象に触れた時に見える映像の断片について、はじめははっきりした意味はわからなかったが、ジョニーはなんとかして意味を見つけ出そうとする。そして自分が手に入れたこの能力を使って、彼の理学療法士の家が火事で焼失しそうになったところを助けたり、保安官に協力して連続殺人犯の正体を特定したり、大火災からティーンエイジャー達を救う。
こうした功績にもかかわらず、ジョニーはこの能力を「神の贈り物」というよりもむしろ呪いであると考えて、使うことに気が進まず、昔のような普通の生活に戻りたいと願うようになる。ところがある政治集会で、ニューハンプシャーから来た型破りだが人気のある政治家グレッグ・スティルソンと握手した際に、スティルソンが数年後にアメリカ合衆国大統領になった上、核戦争の引き金を引き、世界を破滅させる恐ろしいビジョンが見えてしまい、どんな代償を払ってでもスティルソンを止めねばならないという使命に駆られる。
ジョニーは、自分の能力に関する悪い噂を避けるためにフェニックスへ逃れ、まずはスティルソンの権力の台頭にストップをかける計画を実行に移そうとするが、自分が脳腫瘍で死に瀕していることを知り、決定的な行動に出ることを余儀無くされる。ジョニーはスティルソンの政治集会中に、銃撃による暗殺を決行しようとするが、暴力を行使することを躊躇したために失敗、逆に警備陣の反撃によって瀕死状態にされる。が、ジョニーからの銃弾をよけようと、スティルソンはとっさに群集の中の幼い少年を盾にとってしまった。この場面を群集に目撃されただけでなく、報道写真に撮られたことにより、スティルソンの政治生命は絶たれる。スティルソンが現場から逃亡しようとした際、ジョニーはスティルソンに触れる。そして自分の超能力によって、彼の命をかけた目的が達成されたことを知るのだった。
エピローグは、サラがジョニーの墓に訪れるシーンで構成され、ジョニーのスティルソン暗殺未遂の調査をする上院委員会（実在するメイン州の上院議員ウィリアム・コーエンによってまとめられる）の聴取の写しがちりばめられている。

## 出版
- ISBN 0606019170 (prebound、1979年)
- ISBN 0670260770 (cloth text、1979年)
- ISBN 0451155750 (大衆市場向けペーパーバック、1980年、再出版)

### 日本語訳
- 吉野美恵子訳『デッド・ゾーン』、新潮文庫、1987年5月
  - 上：ISBN 4102193065
  - 下：ISBN 4102193073

## 映像化

### 映画
1983年にデヴィッド・クローネンバーグ監督作品として映画化された（上映時間103分）。
主人公ジョニーを クリストファー・ウォーケンが演じ、ブルック・アダムス、マーティン・シーン他が出演。キング作品の映画化の中では評価が高い。

### テレビドラマ
2002年から2007年までUSAネットワークで放送された。アンソニー・マイケル・ホール主演。ストーリーは大幅に一新された。制作者のマイケル・ピラーが2005年にガンで死去しており、制作に参加しているのは第5シーズンの途中までで、その後は息子のショーン・ピラーとドラマの主演であるアンソニー・マイケル・ホールが引き継いで制作をした。